# Krateros av Makedonien
Krateros av Makedonien var kung av Makedonien från 399 till 399 f.Kr.